# Liste der Stolpersteine in Hockenheim

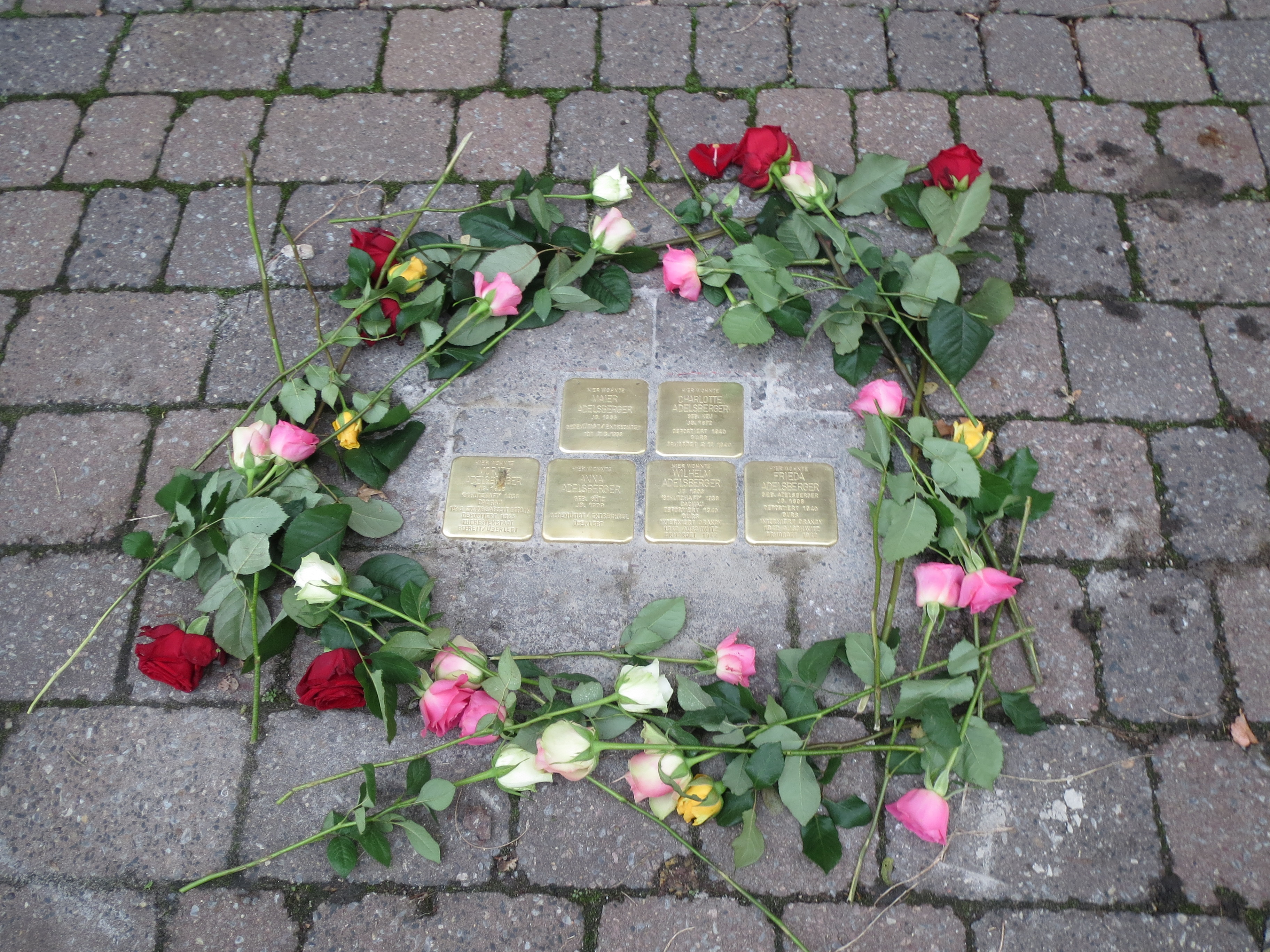
Am 7. November 2013 verlegte Stolpersteine Untere Hauptstraße 3

Die Liste der Stolpersteine in Hockenheim führt die vom Künstler Gunter Demnig verlegten Stolpersteine in der Stadt Hockenheim auf. Sie enthält Angaben, die an das Schicksal der Menschen erinnern, die im Nationalsozialismus ermordet, deportiert, vertrieben oder in den Suizid getrieben wurden.
In Hockenheim sollen 33 oder mehr Stolpersteine verlegt worden sein.

## Verlegte Stolpersteine
Bislang konnten 32 Stolpersteine in Hockenheim verifiziert werden, die an zehn Adressen verlegt wurden.
Die Tabelle ist teilweise sortierbar; die Grundsortierung erfolgt alphabetisch nach dem Familiennamen.
| Stolperstein | Inschrift | Verlegeort             | Name, Leben |
| ------------ | --- | ---------------------- | --- |
|              | HIER WOHNTE ANNA ADELSBERGER GEB. GÖTZ JG. 1909 GEDEMÜTIGT / ENTRECHTET ÜBERLEBT                                                                                            | Untere Hauptstraße 3   | Anna Adelsberger geb. Götz (1900–) |
|              | HIER WOHNTE CHARLOTTE ADELSBERGER GEB. NEU JG. 1870 DEPORTIERT 1942 GURS ERMORDET 2.12.1940                                                                                 | Untere Hauptstraße 3   | Charlotte Adelsberger geb. Neu (1870–1940) |
|              | HIER WOHNTE FRIEDA ADELSBERGER GEB. ADELSBERGER JG. 1898 DEPORTIERT 1940 GURS INTERNIERT DRANCY 1942 AUSCHWITZ ERMORDET 1942                                                | Untere Hauptstraße 3   | Frieda Adelsberger geb. Adelsberger (1898–1942) |
|              | HIER WOHNTE MAIER ADELSBERGER JG. 1865 GEDEMÜTIGT / ENTRECHTET TOT 7.8.1938                                                                                                 | Untere Hauptstraße 3   | Maier Adelsberger (1865–1938) |
|              | HIER WOHNTE MATHILDE ADELSBERGER GEB. EPPSTEIN JG. 1870 GEDEMÜTIGT / ENTRECHTET TOT 21.6.1941                                                                               | Schwetzinger Straße 1  | Mathilde Adelsberger geb. Eppstein (geboren 1870) verstarb am 21. Juni 1941 im Alter von 71 Jahren                                                               |
|              | HIER WOHNTE MORITZ ADELSBERGER JG. 1896 'SCHUTZHAFT' 1938 DACHAU 1943 ZWANGSARBEIT BERLIN DEPORTIERT 1945 THERESIENSTADT BEFREIT / ÜBERLEBT                                 | Untere Hauptstraße 3   | Moritz Adelsberger (1896–) |
|              | HIER WOHNTE SALLY JAKOB ADELSBERGER JG. 1871 DEPORTIERT 1942 THERESIENSTADT ERMORDET 1943 TREBLINKA                                                                         | Schwetzinger Straße 1  | Sally Jakob Adelsberger, geboren 1871, wurde am 19. August 1942 nach Theresienstadt und von dort nach Treblinka deportiert. Er wurde 1943 in Treblinka ermordet. |
|              | HIER WOHNTE WILHELM ADELSBERGER JG. 1903 'SCHUTZHAFT' 1938 DACHAU DEPORTIERT 1940 GURS INTERNIERT DRANCY 1942 AUSCHWITZ ERMORDET 1942                                       | Untere Hauptstraße 3   | Wilhelm Adelsberger (1903–1942) |
|              | HIER WOHNTE WERNER ARTUR ALLENBERGER JG. 1920 ZEUGE JEHOVAS EINGEZOGEN 1944 KRIEGSDIENST VERWEIGERT TODESURTEIL 21.4.1944 MILITÄRGERICHT BELGRAD ERSCHOSSEN TABAKI 8.5.1944 | Hildastraße 6          | Werner Artur Allenberger (1920–1944) |
|              | HIER WOHNTE EMIL BAUER JG. 1912 IM WIDERSTAND / SPD VERHAFTET 1936 VON GESTAPO WEGEN HOCHVERRAT ZUCHTHAUS LUDWIGSBURG ENTLASSEN 1939 ÜBERLEBT                               | Schulstraße 67         | Emil Bauer (1912–) |
|              | HIER WOHNTE FRIEDRICH BAUER JG. 1904 IM WIDERSTAND / SPD VERHAFTET 1933 HELDENKELLER SCHWER MISSHANDELT FLUCHT 1933 SCHWEIZ TOT 25.12.1939                                  | Schulstraße 67         | Friedrich Bauer (1904–1939) |
|              | HIER WOHNTE LUISE BAUER GEB. BAUER JG. 1902 IM WIDERSTAND / SPD GEDEMÜTIGT / ENTRECHTET ÜBERLEBT                                                                            | Schulstraße 67         | Luise Bauer geb. Bauer (1902–) |
|              | HIER WOHNTE MARIA BAUER JG. 1912 IM WIDERSTAND / SPD GEDEMÜTIGT / ENTRECHTET ÜBERLEBT                                                                                       | Schulstraße 67         | Maria Bauer (1912–) |
|              | HIER WOHNTE HORST NORBERT BAUMGARTEN JG. 1921 FLUCHT 1939 ENGLAND ÜBERLEBT                                                                                                  | Schwetzinger Straße 12 | Horst Norbert Baumgarten (1921–) |
|              | HIER WOHNTE INGEBORG BAUMGARTEN JG. 1920 DEPORTIERT 1940 GURS INTERNIERT DRANCY 1942 AUSCHWITZ ERMORDET 1942                                                                | Schwetzinger Straße 12 | Ingeborg Norbert Baumgarten (1920–1942) |
|              | HIER WOHNTE LUDWIG BAUMGARTEN JG. 1890 'SCHUTZHAFT' 1938 DACHAU DEPORTIERT 1940 GURS INTERNIERT DRANCY 1942 AUSCHWITZ ERMORDET                                              | Schwetzinger Straße 12 | Ludwig Baumgarten (1890–1942/45) |
|              | HIER WOHNTE ROSA REGINA BAUMGARTEN GEB. DURLACHER JG. 1882 DEPORTIERT 1940 GURS INTERNIERT DRANCY 1942 AUSCHWITZ ERMORDET                                                   | Schwetzinger Straße 12 | Rosa Regina Baumgarten (1882–1942/45) |
|              | HIER WOHNTE ERNA FLEISCHHACKER JG. 1902 FLUCHT 1939 ENGLAND ÜBERLEBT | Schwetzinger Straße 12 | Erna Fleischhacker (1902–) |
|              | HIER WOHNTE HERBERT FLEISCHHACKER JG. 1909 'SCHUTZHAFT' 1938 DACHAU UNFREIWILLIG VERZOGEN 1942 KARLSRUHE GEDEMÜTIGT / ENTRECHTET MIT HILFE VERSTECKT / ÜBERLEBT             | Schwetzinger Straße 12 | Herbert Fleischhacker (1909–) |
|              | HIER WOHNTE GERDA GISELA FLEISCHHACKER JG. 1913 DEPORTIERT 1940 GURS INTERNIERT DRANCY 1942 AUSCHWITZ ERMORDET 1942                                                         | Schwetzinger Straße 12 | Gerda Gisela Fleischhacker (1913–1942) |
|              | HIER WOHNTE PAULINE GERTRUD FLEISCHHACKER GEB. DEMTRÖDER JG. 1909 UNFREIWILLIG VERZOGEN 1942 KARLSRUHE GEDEMÜTIGT / ENTRECHTET MIT HILFE VERSTECKT / ÜBERLEBT               | Schwetzinger Straße 12 | Gerda Gisela Fleischhacker geb. Demtröder (1909–) |
|              | HIER WOHNTE ELISE HALLE VERH. NOSSBAUM JG. 1882 FLUCHT HOLLAND DEPORTIERT 1944 BERGEN-BELSEN VERLORENER ZUG TRÖBITZ BEFREIT TOT AN HAFTFOLGEN 11.5.1945                     | Heidelberger Straße 18 | Elise Halle verehelichte Nussbaum (1882–1945) |
|              | HIER WOHNTE JEANETTE HALLE JG. 1886 DEPORTIERT 1940 GURS TOT AN HAFTFOLGEN 13.12.1940                                                                                       | Heidelberger Straße 18 | Jeanette Halle (1886–1940) |
|              | UNTERE HAUPTSTR. 177 WOHNTE ADAM HARDTMANN JG. 1899 VERHAFTET 1933 HELDENKELLER SCHWER MISSHANDELT EINGEZOGEN 1944 BAU ATLANTIKWALL ERMORDET 1944 FRANKREICH                | Ludwigstraße 80        | Adam Hardtmann (1899–1944) |
|              | UNTERE HAUPTSTR. 177 WOHNTE MARIA HARDTMANN GEB. WEIDNER JG. 1901 GEDEMÜTIGT / ENTRECHTET ÜBERLEBT                                                                          | Ludwigstraße 80        | Maria Hardtmann (1901–) |
|              | HIER WOHNTE FLORA HOCKENHEIMER JG. 1881 DEPORTIERT 1940 GURS ERMORDET 15.1.1941                                                                                             | Obere Hauptstraße 23   | Flora Hockenheimer (1881–1941) |
|              | HIER WOHNTE HERMINE HOCKENHEIMER JG. 1883 DEPORTIERT 1940 GURS 1942 AUSCHWITZ ERMORDET 12.8.1942 TOT ERKLÄRT                                                                | Obere Hauptstraße 23   | Hermine Hockenheimer (1883–1942) |
|              | HIER WOHNTE SELMA HOCKENHEIMER JG. 1888 DEPORTIERT 1940 GURS 1942 AUSCHWITZ ERMORDET 4.11.1942 TOT ERKLÄRT                                                                  | Obere Hauptstraße 23   | Selma Hockenheimer (1888–1942) |
|              | | Untere Hauptstraße 8   | Familie Maier |
|              | HIER WOHNTE KARL STOLL JG. 1902 GEGNER DER NS-DIKTATUR VERHAFTET 1944 VERHÖRT / GEFOLTERT GEFÄNGNIS MANNHEIM TOT BEI LUFTANGRIFF 1.2.1945                                   | Körnerstraße 11        | Karl Stoll (1902–1945) |
|              | HIER WOHNTE META STOLL GEB. SCHMITT JG. 1905 VERHAFTET 1944 ARRESTZELLE RATHAUS VERDACHT 'VATERLANDSVERRÄTERIN' ENTLASSEN ÜBERLEBT                                          | Körnerstraße 11        | Meta Stoll (1905–) |
|              | HIER WOHNTE ANNA WERTHEIMER GEB. REICHHARDT JG. 1876 UNFREIWILLIG VERZOGEN 1937 KÖLN DEPORTIERT 1941 ŁODZ / LITZMANNSTADT ERMORDET 9.5.1942 CHELMNO / KULMHOF               | Obere Hauptstraße 13   | Anna Wertheimer geb. Reichhardt (1876–1942) |
|              | HIER WOHNTE LEOPOLD WERTHEIMER JG. 1870 UNFREIWILLIG VERZOGEN 1937 KÖLN FLUCHT IN DEN TOD 16.2.1941                                                                         | Obere Hauptstraße 13   | Leopold Wertheimer (1870–1941) |

### Stolperschwelle
Am 22. Mai 2023 wurde in Hockenheim eine erste Stolperschwelle verlegt, gewidmet den mehr als fünfzig Opfern der Großfamilie Isaac Hockenheimer.

## Verlegedaten
- 7. November 2013: Hildastraße 6, Schwetzinger Straße 1 und 12, Untere Hauptstraße 3
- 19. November 2014: Ludwigstraße 80, Obere Hauptstraße 13 und 23, Schulstraße 67, Untere Hauptstraße 8
- 30. März 2019: Heidelberger Straße 18, Körnerstraße 11
- 22. Mai 2023: Stolperschwelle

Beim dritten Termin wirkten das Carl-Friedrich-Gauß-Gymnasium und die Schule am Kraichbach jeweils mit einem  Rollenspiel mit. Der Chor der Schule am Kraichbach und das Bläserensemble der Theodor-Heuss-Realschule gestalteten das Musikprogramm. Schüler der Theodor-Heuss-Realschule erstellten eine filmische Dokumentation der Feierstunden.